# Eduard Löwen
Eduard Löwen (* 28. Januar 1997 in Idar-Oberstein) ist ein deutscher Fußballspieler. Er steht seit Juli 2022 bei St. Louis City unter Vertrag.

## Karriere

### Vereine
Löwen spielte beim SV Hottenbach, dem 1. FC Kaiserslautern und dem 1. FC Saarbrücken und wechselte 2016 zum 1. FC Nürnberg. In der Vorbereitung auf die Saison 2016/17 trainierte er bei den FCN-Profis mit und kam in einigen Testspielen zum Einsatz. Sein Debüt in der 2. Bundesliga gab er am 12. März 2017 beim 1:0-Sieg im Heimspiel gegen Arminia Bielefeld. Auch in den zehn nachfolgenden Spielen kam er zum Einsatz. Mit dem 1. FC Nürnberg belegte er am Saisonende den zweiten Platz und stieg somit in die höchste deutsche Spielklasse auf. Dort erzielte er am 23. Februar 2019 (23. Spieltag) bei der 1:2-Niederlage im Auswärtsspiel gegen Fortuna Düsseldorf mit dem Treffer zum 1:0 sein erstes Bundesligator.
Nachdem der Mittelfeldspieler mit dem Club die Klasse nicht hatte sichern können, schloss er sich zur Saison 2019/20 Hertha BSC an. Für die Berliner kam er zu lediglich sieben Bundesligapartien und einem Einsatz in der Regionalliga, ohne eine Torbeteiligung vorweisen zu können.
Anfang Januar 2020 wechselte Löwen innerhalb der Bundesliga für eineinhalb Jahre auf Leihbasis zum FC Augsburg. Dort kam er bis zum Saisonende auf 16 Einsätze (7-mal von Beginn), in denen er 2 Tore erzielte.
Nachdem Löwen an den ersten beiden Spieltagen der Saison 2020/21 nicht zum Einsatz gekommen war, wurde die Leihe Anfang Oktober 2020 kurz vor dem Ende der Transferperiode beendet und Löwen kehrte zu Hertha BSC zurück. Er konnte sich dort jedoch erneut nicht durchsetzen und kam in der Liga nur zu 7 Einsätzen, bei denen er nur einmal in der Startelf stand.
Zur Saison 2021/22 wechselte Löwen für ein Jahr auf Leihbasis zum Bundesliga-Aufsteiger VfL Bochum. Unter Thomas Reis konnte er sich nicht nachhaltig für die Startelf empfehlen. In 26 Bundesligaeinsätzen stand er 15-mal in der Startelf und erzielte 2 Tore.
Zum 1. Juli 2022 wechselte Löwen in die USA zu St. Louis City. Er unterschrieb beim neuen Franchise der Major League Soccer, das zur Saison 2023 den Spielbetrieb aufnimmt, einen Vertrag bis zum 31. Dezember 2026 mit der Option auf ein weiteres Jahr. Bis zum Ende der Saison 2022 kam er 2-mal im Farmteam in der MLS Next Pro zum Einsatz.

### Nationalmannschaft
Anfang Juli 2021 wurde Löwen von Stefan Kuntz in den Kader der deutschen Olympiaauswahl für das Fußballturnier der Olympischen Sommerspiele 2021 berufen.

## Erfolge
- Aufstieg in die Bundesliga: 2018

## Sonstiges
Löwens Eltern kamen kurz vor seiner Geburt aus Russland nach Deutschland. Sein Vater war beim russischen Militär. Seit Sommer 2019 ist Löwen verheiratet.